# Батишта, Алешандре
Жозе Алешандре да Силва Батишта (порт. José Alexandre da Silva Baptista; 17 февраля 1941, Баррейру, Португалия — 3 марта 2024) — португальский футболист, защитник.

## Клубная карьера
Во взрослом футболе дебютировал в 1960 году выступлениями за клуб «Спортинг», в котором провёл всю свою карьеру футболиста. За это время трижды боролся за титул чемпиона Португалии, дважды становился обладателем Кубка Португалии и обладателем Кубка обладателей Кубков УЕФА.
Скончался 3 марта 2024 года на 84-м году жизни.

## Карьера в сборной
В 1964 году дебютировал в официальных матчах в составе национальной сборной Португалии. В течение карьеры в сборной, длившейся 6 лет, провёл в её составе 11 матчей.
Являлся членом сборной на чемпионате мира 1966 года в Англии, на котором команда завоевала бронзовые награды. На турнире являлся основным игроком защиты команды.